# Liste des villages de Guam
L'île de Guam est divisée en 19 municipalités appelées villages. Voici la répartition des habitants d'après le recensement de 2000.

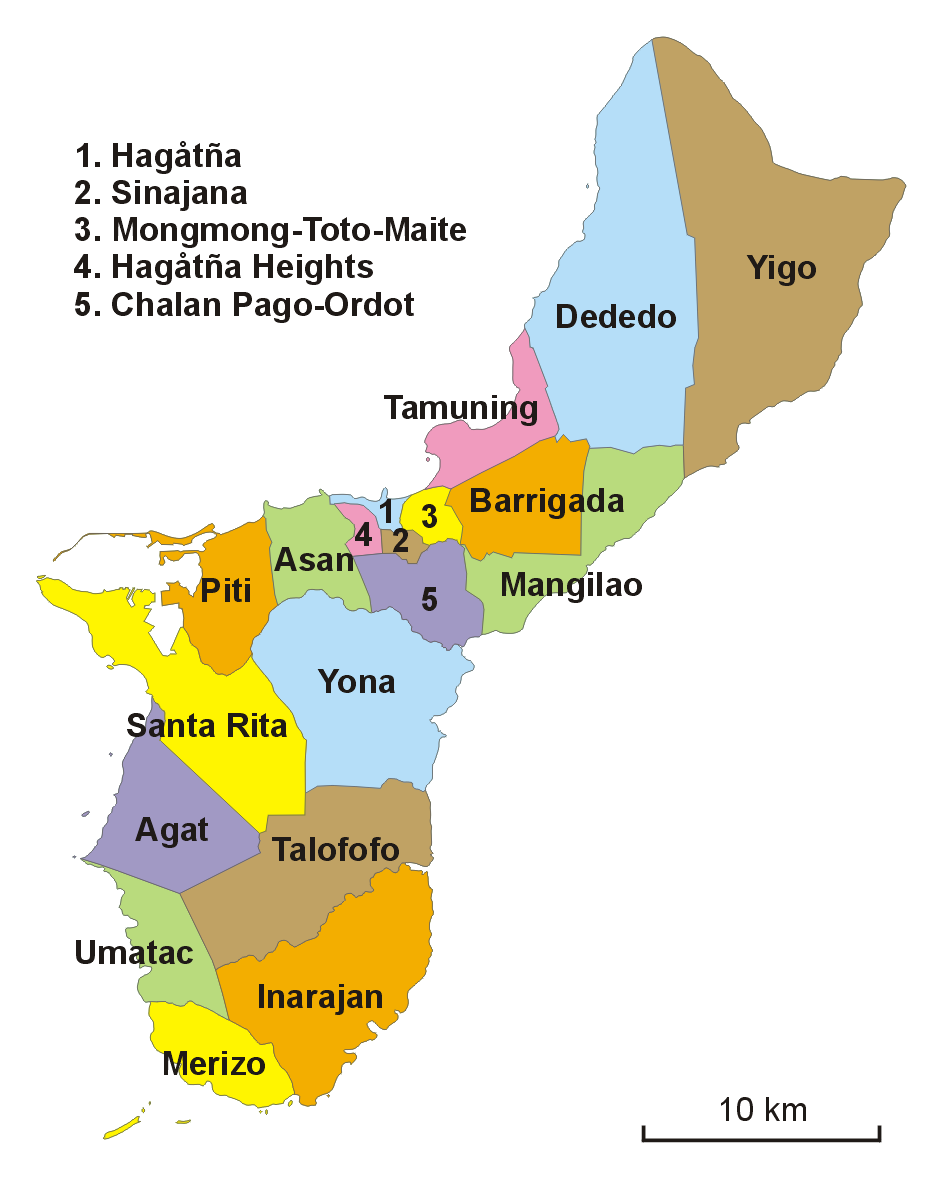
Municipalités of Guam, 2006

| Village                 | Superficie (en km2) | Population | Région | Densité de population |
| ----------------------- | ------------------- | ---------- | ------ | --------------------- |
| Agana Heights           | 2.68                | 3,940      | Centre | 1,470                 |
| Agat                    | 27.19               | 5,656      | Sud    | 210                   |
| Asan                    | 14.35               | 2,090      | Centre | 150                   |
| Barrigada               | 21.96               | 8,652      | Centre | 390                   |
| Chalan-Pago-Ordot       | 14.73               | 5,923      | Centre | 400                   |
| Dededo                  | 79.16               | 42,980     | Nord   | 540                   |
| Hagåtña                 | 2.33                | 1,100      | Centre | 470                   |
| Inarajan                | 48.82               | 3,052      | Sud    | 60                    |
| Mangilao                | 26.45               | 13,313     | Centre | 500                   |
| Merizo                  | 16.39               | 2,152      | Sud    | 130                   |
| Mongmong-Toto-Maite     | 4.79                | 5,845      | Centre | 1,220                 |
| Piti                    | 19.26               | 1,666      | Centre | 90                    |
| Santa Rita              | 41.89               | 7,500      | Sud    | 180                   |
| Sinajana                | 2.20                | 2,853      | Centre | 1,300                 |
| Talofofo                | 45.81               | 3,215      | Sud    | 70                    |
| Tamuning (inclus Tumon) | 14.66               | 18,012     | Nord   | 1,230                 |
| Umatac                  | 16.63               | 887        | Sud    | 50                    |
| Yigo                    | 91.71               | 19,474     | Nord   | 210                   |
| Yona                    | 52.53               | 6,484      | Sud    | 120                   |
| Guam                    | 543.52              | 154,794    |        |                       |